# Капелюх
Капелюх (укр. Капелюх) — село в Рава-Русской городской общине Львовского района Львовской области Украины.
Население по переписи 2001 года составляло 60 человек. Занимает площадь 3,77 км². Почтовый индекс — 80321. Телефонный код — 3252.